# The Surprise of a Knight
The Surprise of a Knight (la sorpresa de un caballero) es una película pornográfica estadounidense, destaca por ser una de las primeras en representar relaciones homosexuales y la primera película estadounidense exclusivamente homosexual. Fue realizada probablemente en 1929.

## Contexto
Las primeras películas mostrando hombres desnudos fueron realizadas por Eadweard Muybridge en los años 1880s 90s como parte de su estudio sobre el movimiento humano.
Las primeras películas pornográficas aparecieron en Europa en 1908. En 1920 se rodó la primera película pornográfica que mostraba prácticas de sexo homosexual, Le ménage moderne du Madame Butterfly. Aunque como la mayoría de las películas que vinieron después Le ménage moderne du Madame Butterfly solo muestra los actos homosexuales de forma secundaria, como una desviación, estableciendo la heterosexualidad de los personajes, y generalmente se representará el sexo entre hombres principalmente como bisexual. Por ejemplo los contactos sexuales entre hombres se producirán a la vez que lo hacen con alguna mujer.
La mayoría de los historiadores consideran que la primera película porno americana es A Free Ride, producida en 1915.
Como las películas de porno duro eran ilegales en los Estados Unidos en esa época el nombre de ningún productor, intérprete o cualquier otro dato figura en los créditos de The Surprise of a Knight. La mayoría de los investigadores han fechado la cinta alrededor de 1929. Aunque investigaciones más recientes estiman que se produjo en 1930.

## Sinopsis
La película empieza con una "mujer" elegantemente ataviada y con pelo corto que está terminando de vestirse para un invitado. Cuando termina su acicalamiento se baja la falda y revela una gruesa mata de vello púbico. En este momento aparece un letrero que dice que el guionista es "Oscar Wild" (evidentemente un seudónimo).
Entonces va al salón y le ofrece una bebida a un hombre bien vestido, el "knight" (caballero). El lo rechaza y "ella" se bebe el cóctel. Hablan brevemente y empiezan a besarse apasionadamente. Cuando el invitado va a tocar los pechos o los genitales ella le empuja. Y finalmente le abofetea tímidamente. Entonces ella se disculpa por su agresividad haciéndole una felación al hombre.
Entonces se tumba boca abajo en el sofá con su nalgas al aire. Y muestra que no lleva ropa interior. El caballero entonces la penetra analmente (aunque la penetración realmente no se ve). Tras un minuto o así, él se retira y se tiende en el sofá. La "mujer" contonea sus nalgas y provoca que él la vuelva a tomar analmente. Los dos alcanzan el orgasmo, y el invitado sale de la escena.
Entonces la "mujer" se levanta las faldas y revela que realmente es un hombre. El segundo y último título aparece anunciando "Sorpresa". Su pene se muestra claramente. El hombre travestido entonces baila un poco, asegurándose que su pene se balancee arriba y abajo. El invitado regresa (completamente vestido de nuevo) y baila brevemente con el joven desnudo. Tras un corte el travesti aparece ahora totalmente vestido con traje y corbata, guiña un ojo a la audiencia y sale de la escena.

## Valoración
The Surprise of a Knight forma parte de la escasa pornografía homosexual del primer periodo del porno. Un año más tarde se produjo A Stiff Game donde un hombre negro le practica una felación a un hombre blanco sin necesidad de travestismo. Pero el sexo homosexual pronto desaparecería de las películas en América y no reaparecerá hasta la aparición de la pornografía legal en los años 1970.
The Surprise of a Knight es una película de discutible catalogación y valoración. El personaje principal (el travesti) está vestido. La ropa es la antítesis del porno duro, donde la desnudez, la exhibición de los genitales y la penetración durante la relación son la seña. "El espectáculo con ropa o arruina la función o se convierte en una distracción grotesca" El uso de ropa de mujer en la película además distancia a la audiencia de los intérpretes. El personaje principal es un travesti y la mayoría de su audiencia potencial no lo era. Además la sorpresa del pene no es tal, porque la audiencia sabe qué clase de película ha ido a ver, simplemente es una broma con poca gracia.
Tampoco representa ningún avance respecto a la visibilidad de los homosexuales ya que en lugar de representar el sexo entre hombres explícitamente imita el sexo entre un hombre y una mujer, reafirmando la hetero-normalidad y los estereotipos negativos de los gais y el sexo homosexual.